# Образцов, Евлампий Степанович
Евла́мпий Степа́нович Образцо́в (1848—1908) — русский учёный-сифилидолог.

## Биография
Сын священника.
В 1876 году, по окончании курса Императорской медико-хирургическая академии в Санкт-Петербурге, остался ординатором при клинике профессора В. М. Тарновского. С 1881 года заведовал сифилитической земской больницей в Казани. В 1882 году в альма-матер защитил диссертацию на тему: «К вопросу об изменениях лимфатических желез при твердом, и мягком шанкрах (патологоанатомическое исследование)», получив степень доктора медицины. Тогда же избран приват-доцентом сифилидологии в Казанском университете. С 1892 года избран экстраординарным профессором по кафедре кожных и венерических болезней в Томском университете, стал первым заведующим данной кафедрой и оставался в этой должности до конца жизни.
Кроме диссертации им напечатаны: «Сифилис по отношению к браку» («Дневники Казанского Общества Врачей», 1884), «О распространении сифилиса и венерических болезней в Томской губернии» («Университетские Известия», 1897), «К вопросу о врачебно-полицейском надзоре за проституцией в Томске» («Врач», 1896) и другие.
Участник русско-турецкой войны 1877—1878 годов.
Умер в 1908 (по другим сведениям — 1918) году.